# アビー・イズ・ブルー
『アビー・イズ・ブルー』（Abbey Is Blue）は、アメリカ合衆国のジャズ・ボーカリスト、アビー・リンカーンが1959年に録音・発表した、通算4作目、リバーサイド・レコードとの契約後としては3作目のスタジオ・アルバム。オリジナルLPのカタログ番号は「RLP 12-308」。

## 背景
「アフロ・ブルー」は、元々はモンゴ・サンタマリア作のインストゥルメンタルだが、本作ではオスカー・ブラウン・ジュニアによる歌詞が追加され、この曲がボーカル・ナンバーとして録音された初の例となった。なお、作詞者のブラウンも、歌手デビュー作に当たるアルバム『Sin & Soul』（1960年録音）で「アフロ・ブルー」を取り上げている。
一部の曲では、後にリンカーンの夫となるマックス・ローチのレギュラー・クインテットのメンバーがバックを務めている。

## 評価
スコット・ヤナウはオールミュージックにおいて5点満点中4.5点を付け「リンカーンは終始エモーショナルかつ個性的な歌を披露している」と評している。David Rickertは2005年、All About Jazzにおいて5点満点中4.5点を付け「愉快なアルバムではないかもしれないが、1950年代における特に優れたパフォーマンスの一つであり、後の先鋭的なプロテスト・アルバムへの道を切り開いた」と評している。また、Chris Ingallsは2021年、PopMattersにおいて10点満点中9点を付け「リンカーンは敢えて本作に、彼女の以後の人生における重要事項となる公民権運動の要素を注入しているが、だからと言って、彼女の歌声の激情と巧みな技巧は損なわれていない」と評している。

## 収録曲
1. アフロ・ブルー（英語版） - "Afro Blue" (Mongo Santamaría, Oscar Brown Jr.) - 3:20
2. ロンリー・ハウス - "Lonely House" (Langston Hughes, Kurt Weill) - 3:40
3. レット・アップ - "Let Up" (Abbey Lincoln) - 5:31
4. サーズデイズ・チャイルド - "Thursday's Child" (Elisse Boyd, Murray Grand) - 3:31
5. ブラザー、ホエア・アー・ユー? - "Brother, Where Are You?" (O. Brown Jr.) - 3:10
6. ラフ、クラウン、ラフ - "Laugh, Clown, Laugh" (Ted Fio Rito, Sam M. Lewis, Joe Young) - 5:24
7. カム・サンデイ - "Come Sunday" (Duke Ellington) - 5:13
8. 朝日のようにさわやかに - "Softly, as in a Morning Sunrise" (Oscar Hammerstein II, Sigmund Romberg) - 2:46
9. ロスト・イン・ザ・スターズ - "Lost in the Stars" (Maxwell Anderson, K. Weill) - 4:11
10. ロング・アズ・ユーア・リヴィング - "Long as You're Living" (O. Brown Jr., Julian Priester, Tommy Turrentine) - 2:33

## 参加ミュージシャン
- アビー・リンカーン - ボーカル
- スタンリー・タレンタイン - テナー・サクソフォーン(on #1, #3, #6, #10)
- レス・スパン - ギター(on #2, #4, #7, #8, #9)、フルート(on #5)
- トミー・タレンタイン - トランペット(on #1, #3, #6, #10)
- ケニー・ドーハム - トランペット(on #2, #4, #5, #7, #8, #9)
- ジュリアン・プリースター（英語版） - トロンボーン(on #1, #3, #6, #10)
- ウィントン・ケリー - ピアノ(on #2, #4, #5)
- シダー・ウォルトン - ピアノ(on #3, #6)
- フィル・ライト - ピアノ(on #7, #8, #9)
- ボビー・ボスウェル - ベース(on #1, #3, #6, #10)
- サム・ジョーンズ - ベース(on #2, #4, #5, #7, #8, #9)
- マックス・ローチ - ドラムス(on #1, #3, #6, #10)
- フィリー・ジョー・ジョーンズ - ドラムス(on #2, #4, #5, #7, #8, #9)